# Мурзинка (гора, Урал)
Мурзи́нка — лесистая гора на Среднем Урале, в Новоуральском городском округе Свердловской области России. Высота — 364,2 метра над уровнем моря.
В настоящее время гора является местом размещения загородных санаториев и спортивных объектов. В прошлом — место добычи полезных ископаемых.

## Происхождение названия
По словам новоуральского краеведа Владимира Алексеевича Ломова, гора Мурзинка получила своё названия от слова «мурза», что означает «клад», «кладовая». В районе Мурзинки в прошлом добывались различные полезные ископаемые, в том числе золото. Вблизи горы также находятся одноимённые река, посёлок и железнодорожная станция.

## Физико-географическая характеристика
Гора Мурзинка расположена юго-восточнее закрытого города Новоуральска, северо-восточнее посёлка Мурзинка и южнее посёлка городского типа Верх-Нейвинского. Гора вытянулась с юго-юго-запада на северо-северо-восток в виде небольшого горного хребта протяжённостью длиной почти до 3,5 км по западному побережью Верх-Нейвинского пруда, от юго-восточного берега до залива Верёвкин угол. За заливом хребет продолжается дальше до Чёрного мыса включительно.
Мурзинка имеет три вершины, условно: северную, среднюю и южную. Наивысочайшая — южная — 364,2 метра над уровнем моря. На противоположном берегу пруда расположена Берёзовая гора, высота вершины которой немного больше мурзинской — 385 метров.
На горе Мурзинке произрастает смешанный лес. Здесь встречаются различные хвойные породы: сосны, ели, пихты. Также произрастает множество берёз, особенно ближе к южной части горы. На Мурзинке произрастает 300-летний кедр — местная достопримечательность. В честь этого дерева получили наименование «Кедр» спортивный и туристический клубы города. На горе есть три поляны: Любви, Желаний и Счастья.
К западу от горы Мурзинки проходит железнодорожная ветка Нижний Тагил — Екатеринбург, а именно — межстанционный перегон Верх-Нейвинск — Мурзинка. С севера, востока и юга гору огибает Загородное шоссе — автомобильная дорога, ведущая из Новоуральска в посёлок Мурзинка. Северо-западнее горы протекает маленькая речка Мурзинка. Река начинается в границах города, на окраинах Южного района и несёт свои воды в Верх-Нейвинский пруд. В устье реки образуется залив Верёвкин угол. Юго-восточнее горы Мурзинки находится одноимённый посёлок, а рядом с ним соседняя гора — Медвежка.

## Объекты здравоохранения и спорта
Мурзинка является не просто горой в уральских лесах, а местом размещения объектов здравоохранения, отдыха и спорта.
Часть объектов расположены вдоль Загородного шоссе. На северо-западном склоне размещён санаторий «Зелёный мыс», а чуть ещё севернее — дом отдыха «Весна». На северо-западном предгорье, за рекой Мурзинкой, находится загородный жилой квартал — Жилдом, где изначально проживали работники «Зелёного мыса». Возле «Зелёного мыса» находится песчаный пляж с пирсом, откуда открывается замечательный вид на пруд, Ельничный остров и соседнюю Берёзовую гору. Юго-западнее находится одноимённый детский лагерь. А возле самого берега пруда, юго-восточнее горы, находится любимое место местных рыболовов — Дом рыбака.
В средней и южной частях горы Мурзинки находятся спортивные объекты: 2 стадиона, лыжная база и лыжная трасса, а также санная трасса для натурбана, которая была открыта 22 февраля 2008 года.

## Родник Серафима Саровского
Гора Мурзинка славится семью родниками. Первое упоминание о родниках встречается на карте заводских земель Верх-Нейвинского железоделательного завода, составленной ещё в 1768 году. Под обозначением родников на карте есть подпись: «Вкусны и очень пользительны».
Особо известен и посещаем среди них родник в честь святого Серафима Саровского.
Источник расположен в районе «Зелёного мыса». У основания родника заложены камни, освящённые в Дивееве. Благоустроен родник Серафима Саровского в 2003 году. Здесь были построены надкладезная часовня и закрытая купальня.
В марте 2016 года специалисты ФГБУЗ ЦГиЭ № 31 ФМБА России отобрали и проанализировали пробы воды родников и колодцев Новоуральского городского округа. Полученные результаты сравнивали с нормативами по СанПиН 2.1.4.1175-02, ГН 2.1.5.1315-03. И по микробиологическим, и по органолептическим, и по санитарно-химическим показателям вода родника Серафима Саровского в норме. Она пригодна для употребления.

## Добыча полезных ископаемых
Во времена Российской империи гора Мурзинка, которая находилась в пределах Верх-Нейвинской заводской дачи, была местом добычи полезных ископаемых. Здесь добывались железные и хромитовые руды, хлоритовые сланцы, змеевики, тальки и другие горные породы. Добывалась здесь и золотая руда. В районе горы сохранились так называемые Владимирские золотоносные ямы — бывший золотой прииск. Бывшая контора прииска находилась в районе домов на Загородном шоссе.